# سسطلان (مقاطعة فومن)
سسطلان (بالفارسية: سسطلان) هي قرية تقع في قسم غوراببس الريفي في إيران. يقدر عدد سكانها بـ 301 نسمة .